# PKKB Nr. 20
Die PKKB Nr. 20 war eine schmalspurige Tenderlokomotive der Ostprignitzer Kreisbahn.

## Geschichte
Die für einen Einsatz auf der Strecke Lindenberg–Pritzwalk vorgesehene Dampflokomotive wurde 1920 von der Sächsischen Maschinenfabrik vorm. Richard Hartmann mit der Fabriknummer 4420 gebaut. Die Lokomotive erhielt bei der Bestellerin die Bahnnummer 20. Nach Übernahme der Bahn durch die Deutsche Reichsbahn (DR) im Jahr 1949 wurde ihr die DR-Betriebsnummer 99 4711 zugeteilt. Die Ausmusterung der Maschine erfolgte am 26. August 1966; sie ist anschließend verschrottet worden.

## Technische Merkmale
Die Lokomotive verfügte über einen als Innenrahmen ausgebildeten Blechrahmen. Der hintere Laufradsatz war als Adamsachse ausgebildet.
In Hinblick auf die streckenbedingt notwendige niedrige Radsatzfahrmasse von nur 7 t war der mit frei über dem Rahmen liegendem Langkessel ausgeführte Kessel recht klein dimensioniert, obwohl der Gesamtaufbau der Lok auch einen größeren Kessel zugelassen hätte. Nachteilig an der Maschine, die aber durchaus die in sie gestellten Erwartungen erfüllt hat, war daher eine gewisse Neigung zu rascher Erschöpfung der Kesselreserve.
Die mit Flachschieber, einschienig geführtem Kreuzkopf und Heusinger-Steuerung mit Hängeeisen versehene und als außenliegendes Zweizylinder-Naßdampftriebwerk mit einfacher Dampfdehnung ausgeführte Dampfmaschine der Lok trieb den dritten Kuppelradsatz als Treibradsatz an.
Zwei neben dem Kessel liegende Wasserkästen, ein im vorderen Rahmenbereich des Blechrahmens ausgebildeter Wasserkasten und ein Kohlenkasten an der Führerhausrückwand dienten der Unterbringung der Betriebsvorräte. 